# Аверин, Александр Дмитриевич
Александр Дмитриевич Аве́рин (род. 11 апреля 1954, Баку) — советский велогонщик, член олимпийской сборной СССР по велоспорту на шоссе, Заслуженный мастер спорта СССР.
Победитель Велогонки Мира 1978 года. 6-кратный чемпион и обладатель Кубка СССР, 4-кратный победитель международных велотуров, участник трёх чемпионатов мира и Олимпийских игр 1976 года в Монреале (где занял 17-е место).

## Биография
Родился 11 апреля 1954 года в Баку, жил на проспекте Нариманова.
В девять лет, будучи учеником 20-й средней бакинской школы, пришёл в секцию велоспорта. Его первым учителем на протяжении многих лет был заслуженный тренер Азербайджана — Леонид Новиков.
После срочной службы в Советской Армии остался в Куйбышеве на постоянное местожительство. Тренировался в команде велосипедистов Вооружённых сил в Куйбышеве, где его тренером был Владимир Петров.
Александр Аверин в одном из интервью заявил, что своей победой в Велогонке мира в личном зачете в 1978 году и победой на чемпионате СССР в Таллине он во многом обязан своему тренеру Владимиру Петровичу Петрову, у которого он тренировался несколько лет. Благодаря занятиям у Петрова Аверин смог обыграть в Таллине другого лидера велогонки – Ааво Пикууса. Другой воспитанник Петрова – Виталий Добрусин в своей книге «Украденные звезды» отмечал, что Петров регулярно заставлял Аверина тренироваться и не позволял пропускать тренировки или брать отпуск летом, потому что это могло дать не такой хороший результат.   
В сборной команде Советского Союза Аверину помогали заслуженные тренеры СССР В. Капитонов и В. Вершинин.
Участник XXXI велогонки Мира, где на седьмом этапе в горах Чехословакии предпринял смелый рывок и ушёл от большой группы гонщиков за 70 километров до финиша, выиграв этот этап.
На VII летней Спартакиаде народов СССР занял третье место в шоссейной гонке на 190 километров, проходившей на Олимпийской трассе в Крылатском.
Многие годы работал главным тренером команды Закарпатского военного округа.
Ныне проживает в Баку, работает главным тренером сборной Азербайджана по шоссейному велосипеду.

## Семья
- Тамара Полякова (род. 1960) — жена, советская и украинская велогонщица, двукратная чемпионка мира (1987, 1989).
- Максим Аверин[5] (род. 1985) — сын, украинский и азербайджанский велогонщик, участник Олимпийских игр (2016).